# Pegaso Anáhuac
El Club de Fútbol Pegaso Anáhuac fue un equipo de fútbol que jugó en la Segunda división mexicana. Tenía como sede la Ciudad de México y Ciudad Nezahualcóyotl.

## Historia
El equipo nace en el año del 2006, como un proyecto de la Universidad Anáhuac México Norte, en unión con el Grupo Pegaso, con el objetivo de brindar la oportunidad a los jóvenes de las fuerzas básicas del Club de Fútbol Atlante, así mismo ofrecer a los estudiantes la oportunidad de desarrollar tanto sus habilidades y capacidades deportivas como académicas, puesto que cada jugador que pertenecía al club se podía inscribir y estudiar una carrera universitaria, al mismo tiempo que participaba con el equipo de fútbol profesional.
En su primer año de vida, el equipo lograría ser campeón apenas en su segundo torneo el Clausura 2006. El 6 de mayo de 2006 venció al Atlético Delfines de Coatzacoalcos por marcador de 3-1 global, y con ello logró el ascenso a la Primera división 'A' mexicana.
Al ascender el equipo fue vendido al gobierno de Colima y se convirtió en Pegaso Real de Colima.

## Palmarés

### Torneos nacionales
- Segunda División de México (1): Clausura 2006